# Bernhard Rieger (Ringer)

Bernhard Rieger (2001)

Bernhard Rieger (* 1967 in Nürnberg) ist ein ehemaliger deutscher Ringer. Er wurde 1990 Deutscher Meister.

## Leben
Nach dem Abitur in Nürnberg studierte Rieger an der Universität Erlangen-Nürnberg Englisch und Sport auf Lehramt. Er hat eine Zusatzausbildung für Informatik. Seit 2003 ist er Lehrer an der Realschule in Feucht.

## Sportliche Laufbahn

### Als Ringer
- 1978 Deutsche Meisterschaft der Jugend: 2. Platz in 27 kg
- 1979 Deutsche Meisterschaft der Jugend: 3. Platz in 27 kg
- 1981 Deutsche Meisterschaft der Jugend: 2. Platz in 31 kg (unterlag Alexander Leipold)
- 1985 Europameisterschaft der Junioren: 9. Platz in 60 kg gr./röm. Stil
- 1990 Deutscher Meister der Männer im Leichtgewicht gr./röm. Stil, vor Weltmeister Claudio Passarelli, der nur den 4. Platz belegte
- bis 2000 Ringer in der Bundesliga-Mannschaft vom SV St. Johannis 07 e. V.

### Als Trainer der Mannschaften des SV St. Johannis 07 e. V.
Bernhard Rieger ist seit 1999 der Trainer-Nachfolger von Fred Pscherer. Ihm obliegt vor allem das Training in der gr.-röm. Stilart. Bis 2005 war er auch für die Aufstellung der drei Mannschaften zuständig.
- 2003 Aufstieg in die 1. Bundesliga Süd
- 2005 Meister in der 2. Bundesliga Süd
- 2010 Aufstieg in die 1. Bundesliga Ost